# Habib Boularès

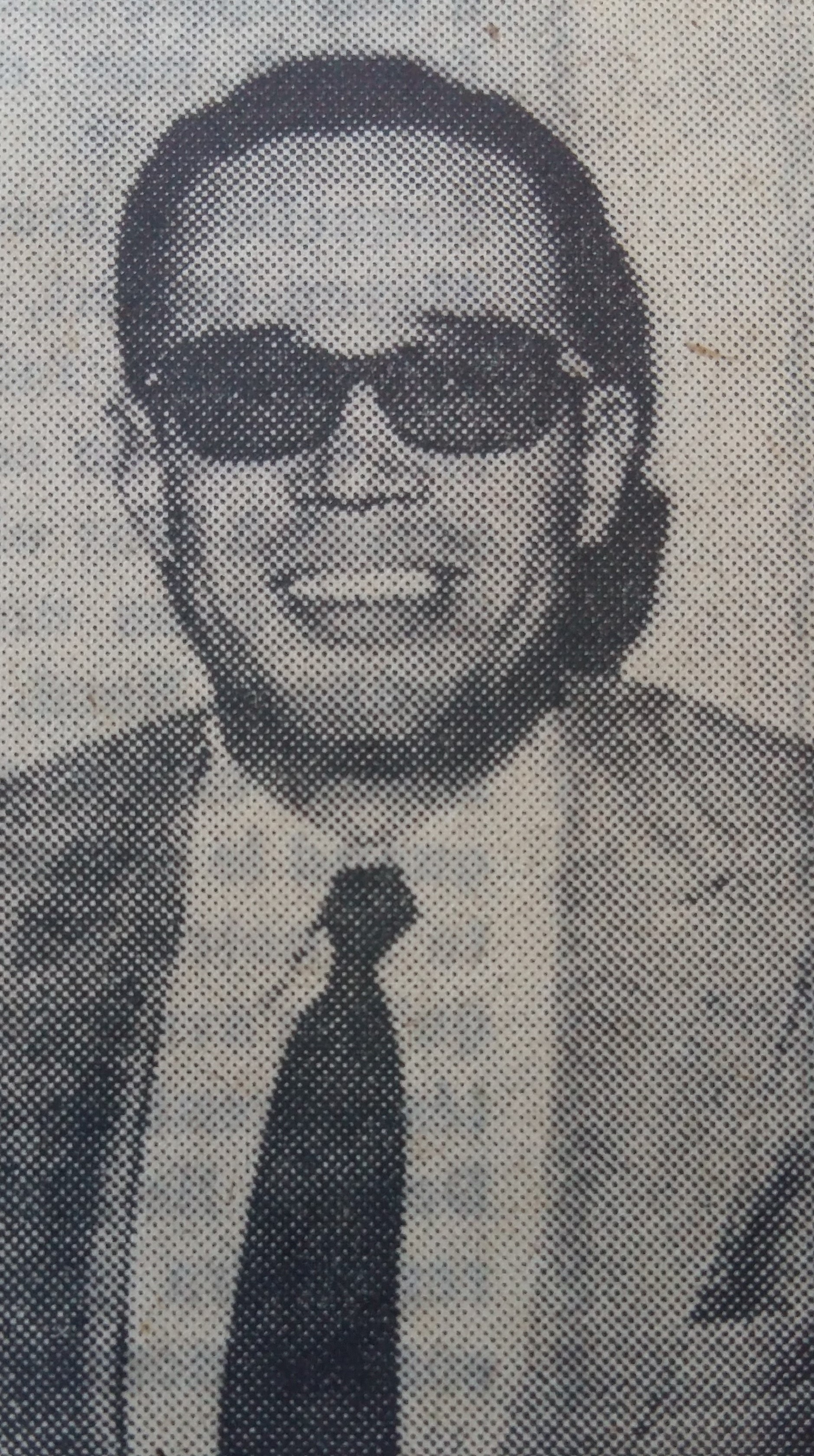
Habib Boularès

Habib Boularès (en árabe, الحبيب بولعراس) (29 de julio de 1933 – París, 18 de abril de 2014) fue un político y diplomático tunecino.

## Biografía
Su primer cargo en el Gabinete fue en 1970 como Ministro de Cultura e Información, puesto que ocupó hasta 1971. Posteriormente, ejerció también los cargos de Ministro de Asuntos Exteriores (1990-1991), Ministro de Defensa (1991) y Presidente de la Asamblea (1991-1997). Posteriormente ocupó el cargo de Secretario General de la Unión del Magreb Árabe desde 2002 hasta 2006, sucediendo a Habib Ben Yahia.